# فهرست شهرستان‌های استان آذربایجان شرقی
استان آذربایجان شرقی واقع در شمال غرب ایران (منطقهٔ آذربایجان)، دارای ۲۱ شهرستان است. مرکز اداری این استان در محدودهٔ شهرستان تبریز جای گرفته است.
بر اساس اولین قانون تقسیمات کشوری ایران مصوب ۱۶ آبان ۱۳۱۶ خورشیدی، «استان شمال غرب» در محدودهٔ ایالت سابق آذربایجان به عنوان یکی از ۶ استان ایران تشکیل گردید. با اصلاح این قانون در ۱۹ دی ۱۳۱۶ خورشیدی و تقسیم کشور به ۱۰ استان، استان شمال غرب به ۲ استان «سوم» (آذربایجان شرقی) و «چهارم» (آذربایجان غربی) تقسیم شد. این دو استان بین سال‌های ۱۳۲۵ تا ۱۳۳۷ خورشیدی مجدداً تجمیع شده و «استان آذربایجان» به مرکزیت تبریز را تشکیل می‌دادند.
دو شهرستان تبریز و مراغه جزء ۵۰ شهرستان قدیمی ایران هستند که بر اساس اولین قانون تقسیمات کشوری در سال ۱۳۱۶ خورشیدی (دورهٔ پهلوی اول) تأسیس شده‌اند. ۵ شهرستان اهر، مرند، میانه، سراب و هشترود در دورهٔ پهلوی دوم و بقیهٔ ۱۴ شهرستان استان نیز در دورهٔ جمهوری اسلامی و پس از پایان جنگ ایران و عراق (سال ۱۳۶۸ خورشیدی به بعد) ایجاد شده‌اند.
استان آذربایجان شرقی دارای ۴٬۰۴۰٬۴۰۰ نفر جمعیت است که شهرستان‌های تبریز و هوراند به ترتیب با جای دادن ۱٬۸۵۱٬۸۰۰ و ۲۱٬۱۰۰ نفر از جمعیت استان در خود، پرجمعیت‌ترین و کم‌جمعیت‌ترین شهرستان‌های آن محسوب می‌شوند.
این استان ۴۵٬۴۹۰٫۸۹ کیلومتر مربع وسعت دارد که شهرستان‌های میانه و عجب‌شیر به ترتیب با ۵٬۵۹۵٫۳۰ و ۷۳۸٫۴۴ کیلومتر مربع وسعت، وسیع‌ترین و کم‌وسعت‌ترین شهرستان‌های آن هستند.

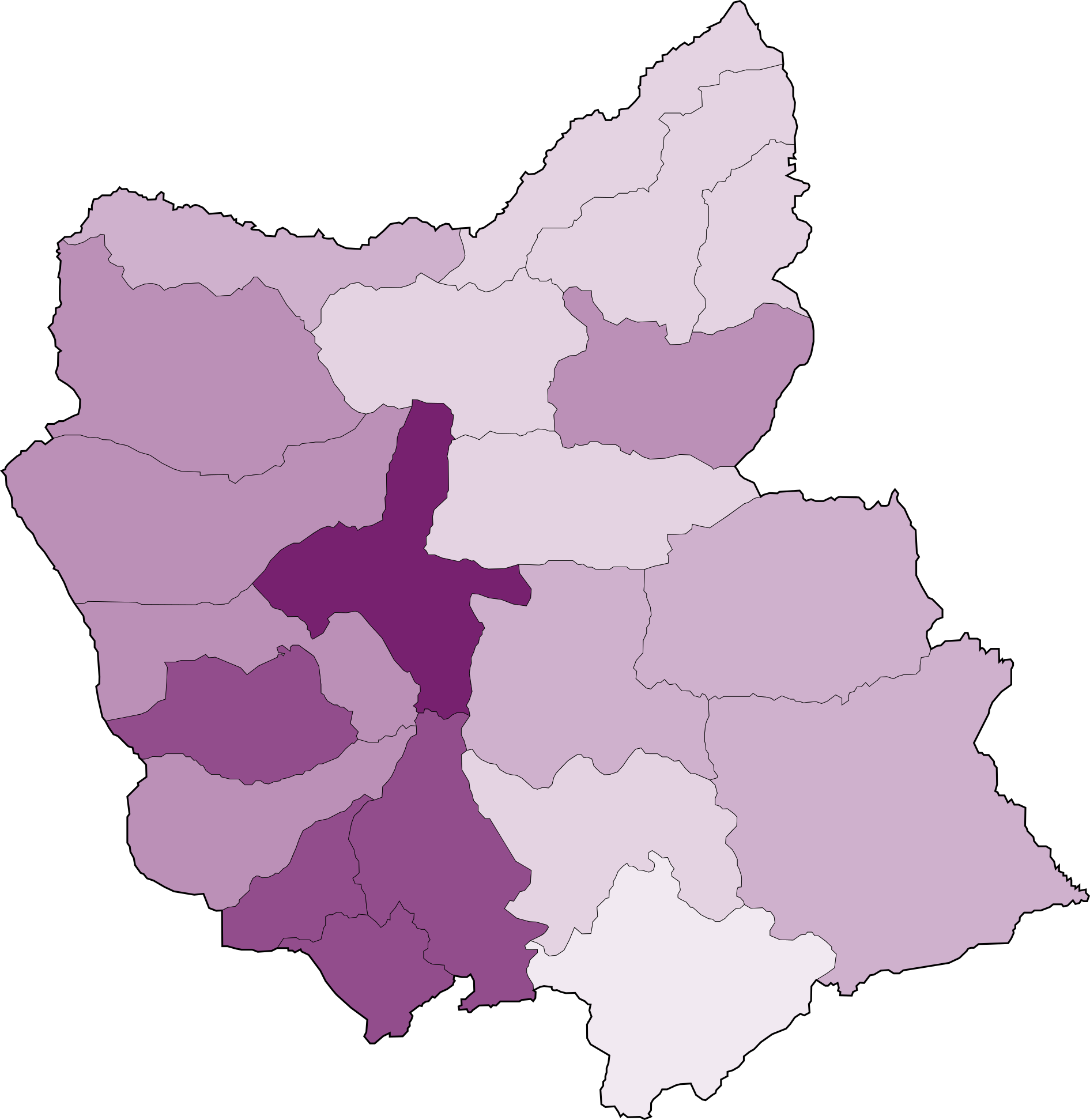
تراکم جمعیت در استان آذربایجان شرقی به تفکیک شهرستان

میانگین تراکم جمعیت در استان آذربایجان شرقی، ۸۹ نفر بر کیلومتر مربع است. شهرستان تبریز با ۸۵۴ نفر بر کیلومتر مربع، بیشترین و شهرستان چاراویماق با ۱۰ نفر بر کیلومتر مربع، کم‌ترین میزان تراکم جمعیت در استان را به خود اختصاص داده است.
شهرستان شبستر با ۱۱ شهر، بیشترین و شهرستان‌های اهر، چاراویماق و هوراند هرکدام با یک شهر، کم‌ترین تعداد شهرهای استان را در خود جای داده‌اند؛ به گونه‌ای شهرستان کرمان با ۱۳ شهر، رتبهٔ اول و شهرستان‌های شبستر و دزفول هرکدام با ۱۱ شهر، رتبهٔ دوم را از نظر تعداد شهر در سطح ایران به خود اختصاص داده‌اند.
از مجموع ۱۴۶ دهستان استان آذربایجان شرقی، شهرستان میانه با ۱۷ دهستان، بیشترین و شهرستان بناب با ۳ دهستان، کم‌ترین تعداد از آن‌ها را دربر گرفته است؛ به طوری که شهرستان ارومیه با ۲۰ دهستان، رتبهٔ اول و شهرستان‌های میانه و خرم‌آباد هرکدام با ۱۷ دهستان، از نظر تعداد دهستان‌ها در سطح کشور در رتبهٔ دوم قرار دارند.
از مجموع ۳۰۶۴ آبادی استان، ۲۶۹۶ مورد دارای سکنه و ۳۶۸ مورد خالی از سکنه‌اند و به لحاظ تعداد آبادی‌های خالی از سکنه در سطح ایران در جایگاه اول قرار دارد. همچنین شهرستان میانه با ۳۹۷ مورد، بیشترین و شهرستان بناب با ۲۹ مورد، کم‌ترین تعداد آبادی‌ها را در خود جای داده است.

## فهرست شهرستان‌ها
فهرست شهرستان‌های استان آذربایجان شرقی و اطلاعات کلی مربوط به آن‌ها به شرح زیر است:
| نام شهرستان          | بخش‌ها     | دهستان‌ها            | شهرها (مرکز*)                                                  | تعداد آبادی‌ها | سال تأسیس                               | منتزع از                   | جمعیت (۱۴۰۰) | مساحت (km²) | موقعیت روی نقشهٔ استان                                  |
| -------------------- | --------- | ------------------- | -------------------------------------------------------------- | ------------- | --------------------------------------- | -------------------------- | ------------ | ----------- | ------------------------------------------------------ |
| آذرشهر               | حومه      | قاضی‌جهان            | آذرشهر*                                                        | ۴۶            | ۱۳۷۶٫۰۲٫۰۷                              | تبریز                      | ۱۱۴٬۵۰۰      | ۸۴۰٫۰۰      | موقعیت شهرستان آذرشهر در نقشهٔ استان آذربایجان شرقی.    |
| آذرشهر               | حومه      | قبله‌داغی            | آذرشهر*                                                        | ۴۶            | ۱۳۷۶٫۰۲٫۰۷                              | تبریز                      | ۱۱۴٬۵۰۰      | ۸۴۰٫۰۰      | موقعیت شهرستان آذرشهر در نقشهٔ استان آذربایجان شرقی.    |
| آذرشهر               | حومه      | شیرامین             | آذرشهر*                                                        | ۴۶            | ۱۳۷۶٫۰۲٫۰۷                              | تبریز                      | ۱۱۴٬۵۰۰      | ۸۴۰٫۰۰      | موقعیت شهرستان آذرشهر در نقشهٔ استان آذربایجان شرقی.    |
| آذرشهر               | حومه      | ینگجه               | آذرشهر*                                                        | ۴۶            | ۱۳۷۶٫۰۲٫۰۷                              | تبریز                      | ۱۱۴٬۵۰۰      | ۸۴۰٫۰۰      | موقعیت شهرستان آذرشهر در نقشهٔ استان آذربایجان شرقی.    |
| آذرشهر               | گوگان     | تیمورلو             | تیمورلو گوگان                                                  | ۴۶            | ۱۳۷۶٫۰۲٫۰۷                              | تبریز                      | ۱۱۴٬۵۰۰      | ۸۴۰٫۰۰      | موقعیت شهرستان آذرشهر در نقشهٔ استان آذربایجان شرقی.    |
| آذرشهر               | گوگان     | دستجرد              | تیمورلو گوگان                                                  | ۴۶            | ۱۳۷۶٫۰۲٫۰۷                              | تبریز                      | ۱۱۴٬۵۰۰      | ۸۴۰٫۰۰      | موقعیت شهرستان آذرشهر در نقشهٔ استان آذربایجان شرقی.    |
| آذرشهر               | ممقان     | شهرک                | ممقان                                                          | ۴۶            | ۱۳۷۶٫۰۲٫۰۷                              | تبریز                      | ۱۱۴٬۵۰۰      | ۸۴۰٫۰۰      | موقعیت شهرستان آذرشهر در نقشهٔ استان آذربایجان شرقی.    |
| اسکو                 | مرکزی     | باویل               | اسکو* سهند                                                     | ۴۷            | ۱۳۷۶٫۰۲٫۰۷                              | تبریز                      | ۱۶۳٬۶۰۰      | ۱٬۷۶۲٫۵۹    | موقعیت شهرستان اسکو در نقشهٔ استان آذربایجان شرقی.      |
| اسکو                 | مرکزی     | سهند                | اسکو* سهند                                                     | ۴۷            | ۱۳۷۶٫۰۲٫۰۷                              | تبریز                      | ۱۶۳٬۶۰۰      | ۱٬۷۶۲٫۵۹    | موقعیت شهرستان اسکو در نقشهٔ استان آذربایجان شرقی.      |
| اسکو                 | مرکزی     | گنبر                | اسکو* سهند                                                     | ۴۷            | ۱۳۷۶٫۰۲٫۰۷                              | تبریز                      | ۱۶۳٬۶۰۰      | ۱٬۷۶۲٫۵۹    | موقعیت شهرستان اسکو در نقشهٔ استان آذربایجان شرقی.      |
| اسکو                 | ایلخچی    | جزیره               | ایلخچی                                                         | ۴۷            | ۱۳۷۶٫۰۲٫۰۷                              | تبریز                      | ۱۶۳٬۶۰۰      | ۱٬۷۶۲٫۵۹    | موقعیت شهرستان اسکو در نقشهٔ استان آذربایجان شرقی.      |
| اسکو                 | ایلخچی    | شورکات جنوبی        | ایلخچی                                                         | ۴۷            | ۱۳۷۶٫۰۲٫۰۷                              | تبریز                      | ۱۶۳٬۶۰۰      | ۱٬۷۶۲٫۵۹    | موقعیت شهرستان اسکو در نقشهٔ استان آذربایجان شرقی.      |
| اهر                  | مرکزی     | آذغان               | اهر*                                                           | ۲۳۱           | ۱۳۲۳٫۰۰٫۰۰                              | تبریز                      | ۱۳۶٬۵۰۰      | ۲٬۱۲۰٫۰۶    | موقعیت شهرستان اهر در نقشهٔ استان آذربایجان شرقی.       |
| اهر                  | مرکزی     | اوچ‌هاچا             | اهر*                                                           | ۲۳۱           | ۱۳۲۳٫۰۰٫۰۰                              | تبریز                      | ۱۳۶٬۵۰۰      | ۲٬۱۲۰٫۰۶    | موقعیت شهرستان اهر در نقشهٔ استان آذربایجان شرقی.       |
| اهر                  | مرکزی     | بزکش                | اهر*                                                           | ۲۳۱           | ۱۳۲۳٫۰۰٫۰۰                              | تبریز                      | ۱۳۶٬۵۰۰      | ۲٬۱۲۰٫۰۶    | موقعیت شهرستان اهر در نقشهٔ استان آذربایجان شرقی.       |
| اهر                  | مرکزی     | گویجه‌بل             | اهر*                                                           | ۲۳۱           | ۱۳۲۳٫۰۰٫۰۰                              | تبریز                      | ۱۳۶٬۵۰۰      | ۲٬۱۲۰٫۰۶    | موقعیت شهرستان اهر در نقشهٔ استان آذربایجان شرقی.       |
| اهر                  | مرکزی     | ورگهان              | اهر*                                                           | ۲۳۱           | ۱۳۲۳٫۰۰٫۰۰                              | تبریز                      | ۱۳۶٬۵۰۰      | ۲٬۱۲۰٫۰۶    | موقعیت شهرستان اهر در نقشهٔ استان آذربایجان شرقی.       |
| اهر                  | فندقلو    | قشلاق               | –                                                              | ۲۳۱           | ۱۳۲۳٫۰۰٫۰۰                              | تبریز                      | ۱۳۶٬۵۰۰      | ۲٬۱۲۰٫۰۶    | موقعیت شهرستان اهر در نقشهٔ استان آذربایجان شرقی.       |
| اهر                  | فندقلو    | نقدوز               | –                                                              | ۲۳۱           | ۱۳۲۳٫۰۰٫۰۰                              | تبریز                      | ۱۳۶٬۵۰۰      | ۲٬۱۲۰٫۰۶    | موقعیت شهرستان اهر در نقشهٔ استان آذربایجان شرقی.       |
| بستان‌آباد            | مرکزی     | اوجان غربی          | بستان‌آباد* کردکندی                                             | ۱۸۷           | ۱۳۶۸٫۱۲٫۰۹                              | تبریز                      | ۹۴٬۹۰۰       | ۲٬۷۹۵٫۰۰    | موقعیت شهرستان بستان‌آباد در نقشهٔ استان آذربایجان شرقی. |
| بستان‌آباد            | مرکزی     | شبلی                | بستان‌آباد* کردکندی                                             | ۱۸۷           | ۱۳۶۸٫۱۲٫۰۹                              | تبریز                      | ۹۴٬۹۰۰       | ۲٬۷۹۵٫۰۰    | موقعیت شهرستان بستان‌آباد در نقشهٔ استان آذربایجان شرقی. |
| بستان‌آباد            | مرکزی     | قوریگل              | بستان‌آباد* کردکندی                                             | ۱۸۷           | ۱۳۶۸٫۱۲٫۰۹                              | تبریز                      | ۹۴٬۹۰۰       | ۲٬۷۹۵٫۰۰    | موقعیت شهرستان بستان‌آباد در نقشهٔ استان آذربایجان شرقی. |
| بستان‌آباد            | مرکزی     | مهرانرود جنوبی      | بستان‌آباد* کردکندی                                             | ۱۸۷           | ۱۳۶۸٫۱۲٫۰۹                              | تبریز                      | ۹۴٬۹۰۰       | ۲٬۷۹۵٫۰۰    | موقعیت شهرستان بستان‌آباد در نقشهٔ استان آذربایجان شرقی. |
| بستان‌آباد            | مرکزی     | مهرانرود مرکزی      | بستان‌آباد* کردکندی                                             | ۱۸۷           | ۱۳۶۸٫۱۲٫۰۹                              | تبریز                      | ۹۴٬۹۰۰       | ۲٬۷۹۵٫۰۰    | موقعیت شهرستان بستان‌آباد در نقشهٔ استان آذربایجان شرقی. |
| بستان‌آباد            | تیکمه‌داش  | اوجان شرقی          | تیکمه‌داش                                                       | ۱۸۷           | ۱۳۶۸٫۱۲٫۰۹                              | تبریز                      | ۹۴٬۹۰۰       | ۲٬۷۹۵٫۰۰    | موقعیت شهرستان بستان‌آباد در نقشهٔ استان آذربایجان شرقی. |
| بستان‌آباد            | تیکمه‌داش  | سهندآباد            | تیکمه‌داش                                                       | ۱۸۷           | ۱۳۶۸٫۱۲٫۰۹                              | تبریز                      | ۹۴٬۹۰۰       | ۲٬۷۹۵٫۰۰    | موقعیت شهرستان بستان‌آباد در نقشهٔ استان آذربایجان شرقی. |
| بستان‌آباد            | تیکمه‌داش  | عباس شرقی           | تیکمه‌داش                                                       | ۱۸۷           | ۱۳۶۸٫۱۲٫۰۹                              | تبریز                      | ۹۴٬۹۰۰       | ۲٬۷۹۵٫۰۰    | موقعیت شهرستان بستان‌آباد در نقشهٔ استان آذربایجان شرقی. |
| بستان‌آباد            | تیکمه‌داش  | عباس غربی           | تیکمه‌داش                                                       | ۱۸۷           | ۱۳۶۸٫۱۲٫۰۹                              | تبریز                      | ۹۴٬۹۰۰       | ۲٬۷۹۵٫۰۰    | موقعیت شهرستان بستان‌آباد در نقشهٔ استان آذربایجان شرقی. |
| بناب                 | مرکزی     | بناجوی شرقی         | بناب* خوشه‌مهر                                                  | ۲۹            | ۱۳۶۸٫۰۴٫۲۱                              | مراغه                      | ۱۳۹٬۹۰۰      | ۷۷۸٫۷۵      | موقعیت شهرستان بناب در نقشهٔ استان آذربایجان شرقی.      |
| بناب                 | مرکزی     | بناجوی شمالی        | بناب* خوشه‌مهر                                                  | ۲۹            | ۱۳۶۸٫۰۴٫۲۱                              | مراغه                      | ۱۳۹٬۹۰۰      | ۷۷۸٫۷۵      | موقعیت شهرستان بناب در نقشهٔ استان آذربایجان شرقی.      |
| بناب                 | مرکزی     | بناجوی غربی         | بناب* خوشه‌مهر                                                  | ۲۹            | ۱۳۶۸٫۰۴٫۲۱                              | مراغه                      | ۱۳۹٬۹۰۰      | ۷۷۸٫۷۵      | موقعیت شهرستان بناب در نقشهٔ استان آذربایجان شرقی.      |
| تبریز                | مرکزی     | آجی‌چای              | تبریز* سردرود                                                  | ۷۰            | ۱۳۱۶٫۰۸٫۱۶                              | –                          | ۱٬۸۵۱٬۸۰۰    | ۲٬۱۶۷٫۱۹    | موقعیت شهرستان تبریز در نقشهٔ استان آذربایجان شرقی.     |
| تبریز                | مرکزی     | اسپران              | تبریز* سردرود                                                  | ۷۰            | ۱۳۱۶٫۰۸٫۱۶                              | –                          | ۱٬۸۵۱٬۸۰۰    | ۲٬۱۶۷٫۱۹    | موقعیت شهرستان تبریز در نقشهٔ استان آذربایجان شرقی.     |
| تبریز                | مرکزی     | سردصحرا             | تبریز* سردرود                                                  | ۷۰            | ۱۳۱۶٫۰۸٫۱۶                              | –                          | ۱٬۸۵۱٬۸۰۰    | ۲٬۱۶۷٫۱۹    | موقعیت شهرستان تبریز در نقشهٔ استان آذربایجان شرقی.     |
| تبریز                | مرکزی     | مهران‌رود            | تبریز* سردرود                                                  | ۷۰            | ۱۳۱۶٫۰۸٫۱۶                              | –                          | ۱٬۸۵۱٬۸۰۰    | ۲٬۱۶۷٫۱۹    | موقعیت شهرستان تبریز در نقشهٔ استان آذربایجان شرقی.     |
| تبریز                | باسمنج    | میدان‌چای            | باسمنج                                                         | ۷۰            | ۱۳۱۶٫۰۸٫۱۶                              | –                          | ۱٬۸۵۱٬۸۰۰    | ۲٬۱۶۷٫۱۹    | موقعیت شهرستان تبریز در نقشهٔ استان آذربایجان شرقی.     |
| تبریز                | خسروشاه   | تازه‌کند             | خسروشاه                                                        | ۷۰            | ۱۳۱۶٫۰۸٫۱۶                              | –                          | ۱٬۸۵۱٬۸۰۰    | ۲٬۱۶۷٫۱۹    | موقعیت شهرستان تبریز در نقشهٔ استان آذربایجان شرقی.     |
| تبریز                | خسروشاه   | لاهیجان             | خسروشاه                                                        | ۷۰            | ۱۳۱۶٫۰۸٫۱۶                              | –                          | ۱٬۸۵۱٬۸۰۰    | ۲٬۱۶۷٫۱۹    | موقعیت شهرستان تبریز در نقشهٔ استان آذربایجان شرقی.     |
| جلفا                 | مرکزی     | ارسی                | جلفا* هادیشهر                                                  | ۶۱            | ۱۳۷۴٫۰۵٫۰۸                              | مرند (سیه‌رود: اهر)         | ۶۳٬۷۰۰       | ۱٬۶۷۰٫۳۱    | موقعیت شهرستان جلفا در نقشهٔ استان آذربایجان شرقی.      |
| جلفا                 | مرکزی     | داران               | جلفا* هادیشهر                                                  | ۶۱            | ۱۳۷۴٫۰۵٫۰۸                              | مرند (سیه‌رود: اهر)         | ۶۳٬۷۰۰       | ۱٬۶۷۰٫۳۱    | موقعیت شهرستان جلفا در نقشهٔ استان آذربایجان شرقی.      |
| جلفا                 | مرکزی     | شجاع                | جلفا* هادیشهر                                                  | ۶۱            | ۱۳۷۴٫۰۵٫۰۸                              | مرند (سیه‌رود: اهر)         | ۶۳٬۷۰۰       | ۱٬۶۷۰٫۳۱    | موقعیت شهرستان جلفا در نقشهٔ استان آذربایجان شرقی.      |
| جلفا                 | سیه‌رود    | دیزمار غربی         | سیه‌رود                                                         | ۶۱            | ۱۳۷۴٫۰۵٫۰۸                              | مرند (سیه‌رود: اهر)         | ۶۳٬۷۰۰       | ۱٬۶۷۰٫۳۱    | موقعیت شهرستان جلفا در نقشهٔ استان آذربایجان شرقی.      |
| جلفا                 | سیه‌رود    | نوجه‌مهر             | سیه‌رود                                                         | ۶۱            | ۱۳۷۴٫۰۵٫۰۸                              | مرند (سیه‌رود: اهر)         | ۶۳٬۷۰۰       | ۱٬۶۷۰٫۳۱    | موقعیت شهرستان جلفا در نقشهٔ استان آذربایجان شرقی.      |
| چاراویماق            | مرکزی     | چاراویماق جنوب غربی | قره‌آغاج*                                                       | ۲۴۸           | ۱۳۷۹٫۰۶٫۱۶                              | هشترود                     | ۳۲٬۲۰۰       | ۳٬۲۰۸٫۱۲    | موقعیت شهرستان چاراویماق در نقشهٔ استان آذربایجان شرقی. |
| چاراویماق            | مرکزی     | چاراویماق مرکزی     | قره‌آغاج*                                                       | ۲۴۸           | ۱۳۷۹٫۰۶٫۱۶                              | هشترود                     | ۳۲٬۲۰۰       | ۳٬۲۰۸٫۱۲    | موقعیت شهرستان چاراویماق در نقشهٔ استان آذربایجان شرقی. |
| چاراویماق            | مرکزی     | قوری‌چای شرقی        | قره‌آغاج*                                                       | ۲۴۸           | ۱۳۷۹٫۰۶٫۱۶                              | هشترود                     | ۳۲٬۲۰۰       | ۳٬۲۰۸٫۱۲    | موقعیت شهرستان چاراویماق در نقشهٔ استان آذربایجان شرقی. |
| چاراویماق            | مرکزی     | ورقه                | قره‌آغاج*                                                       | ۲۴۸           | ۱۳۷۹٫۰۶٫۱۶                              | هشترود                     | ۳۲٬۲۰۰       | ۳٬۲۰۸٫۱۲    | موقعیت شهرستان چاراویماق در نقشهٔ استان آذربایجان شرقی. |
| چاراویماق            | شادیان    | چاراویماق جنوب شرقی | –                                                              | ۲۴۸           | ۱۳۷۹٫۰۶٫۱۶                              | هشترود                     | ۳۲٬۲۰۰       | ۳٬۲۰۸٫۱۲    | موقعیت شهرستان چاراویماق در نقشهٔ استان آذربایجان شرقی. |
| چاراویماق            | شادیان    | چاراویماق شرقی      | –                                                              | ۲۴۸           | ۱۳۷۹٫۰۶٫۱۶                              | هشترود                     | ۳۲٬۲۰۰       | ۳٬۲۰۸٫۱۲    | موقعیت شهرستان چاراویماق در نقشهٔ استان آذربایجان شرقی. |
| خداآفرین             | مرکزی     | بسطاملو             | خمارلو*                                                        | ۲۰۲           | ۱۳۸۹٫۰۹٫۰۷                              | کلیبر                      | ۳۳٬۰۰۰       | ۱٬۵۲۵٫۷۱    | موقعیت شهرستان خداآفرین در نقشهٔ استان آذربایجان شرقی.  |
| خداآفرین             | مرکزی     | کیوان               | خمارلو*                                                        | ۲۰۲           | ۱۳۸۹٫۰۹٫۰۷                              | کلیبر                      | ۳۳٬۰۰۰       | ۱٬۵۲۵٫۷۱    | موقعیت شهرستان خداآفرین در نقشهٔ استان آذربایجان شرقی.  |
| خداآفرین             | گرمادوز   | گرمادوز شرقی        | لاریجان                                                        | ۲۰۲           | ۱۳۸۹٫۰۹٫۰۷                              | کلیبر                      | ۳۳٬۰۰۰       | ۱٬۵۲۵٫۷۱    | موقعیت شهرستان خداآفرین در نقشهٔ استان آذربایجان شرقی.  |
| خداآفرین             | گرمادوز   | گرمادوز غربی        | لاریجان                                                        | ۲۰۲           | ۱۳۸۹٫۰۹٫۰۷                              | کلیبر                      | ۳۳٬۰۰۰       | ۱٬۵۲۵٫۷۱    | موقعیت شهرستان خداآفرین در نقشهٔ استان آذربایجان شرقی.  |
| خداآفرین             | منجوان    | دیزمار شرقی         | عاشقلو                                                         | ۲۰۲           | ۱۳۸۹٫۰۹٫۰۷                              | کلیبر                      | ۳۳٬۰۰۰       | ۱٬۵۲۵٫۷۱    | موقعیت شهرستان خداآفرین در نقشهٔ استان آذربایجان شرقی.  |
| خداآفرین             | منجوان    | منجوان شرقی         | عاشقلو                                                         | ۲۰۲           | ۱۳۸۹٫۰۹٫۰۷                              | کلیبر                      | ۳۳٬۰۰۰       | ۱٬۵۲۵٫۷۱    | موقعیت شهرستان خداآفرین در نقشهٔ استان آذربایجان شرقی.  |
| خداآفرین             | منجوان    | منجوان غربی         | عاشقلو                                                         | ۲۰۲           | ۱۳۸۹٫۰۹٫۰۷                              | کلیبر                      | ۳۳٬۰۰۰       | ۱٬۵۲۵٫۷۱    | موقعیت شهرستان خداآفرین در نقشهٔ استان آذربایجان شرقی.  |
| سراب                 | مرکزی     | آغمیون              | سراب*                                                          | ۱۸۶           | ۱۳۲۷٫۰۵٫۰۹ (الحاق مهربان: ۱۳۶۸٫۰۴٫۲۱)   | تبریز                      | ۱۲۲٬۸۰۰      | ۳٬۴۵۲٫۱۸    | موقعیت شهرستان سراب در نقشهٔ استان آذربایجان شرقی.      |
| سراب                 | مرکزی     | ابرغان              | سراب*                                                          | ۱۸۶           | ۱۳۲۷٫۰۵٫۰۹ (الحاق مهربان: ۱۳۶۸٫۰۴٫۲۱)   | تبریز                      | ۱۲۲٬۸۰۰      | ۳٬۴۵۲٫۱۸    | موقعیت شهرستان سراب در نقشهٔ استان آذربایجان شرقی.      |
| سراب                 | مرکزی     | حومه                | سراب*                                                          | ۱۸۶           | ۱۳۲۷٫۰۵٫۰۹ (الحاق مهربان: ۱۳۶۸٫۰۴٫۲۱)   | تبریز                      | ۱۲۲٬۸۰۰      | ۳٬۴۵۲٫۱۸    | موقعیت شهرستان سراب در نقشهٔ استان آذربایجان شرقی.      |
| سراب                 | مرکزی     | رازلیق              | سراب*                                                          | ۱۸۶           | ۱۳۲۷٫۰۵٫۰۹ (الحاق مهربان: ۱۳۶۸٫۰۴٫۲۱)   | تبریز                      | ۱۲۲٬۸۰۰      | ۳٬۴۵۲٫۱۸    | موقعیت شهرستان سراب در نقشهٔ استان آذربایجان شرقی.      |
| سراب                 | مرکزی     | صایین               | سراب*                                                          | ۱۸۶           | ۱۳۲۷٫۰۵٫۰۹ (الحاق مهربان: ۱۳۶۸٫۰۴٫۲۱)   | تبریز                      | ۱۲۲٬۸۰۰      | ۳٬۴۵۲٫۱۸    | موقعیت شهرستان سراب در نقشهٔ استان آذربایجان شرقی.      |
| سراب                 | مرکزی     | ملایعقوب            | سراب*                                                          | ۱۸۶           | ۱۳۲۷٫۰۵٫۰۹ (الحاق مهربان: ۱۳۶۸٫۰۴٫۲۱)   | تبریز                      | ۱۲۲٬۸۰۰      | ۳٬۴۵۲٫۱۸    | موقعیت شهرستان سراب در نقشهٔ استان آذربایجان شرقی.      |
| سراب                 | مهربان    | آلان برآغوش         | دوزدوزان شربیان مهربان                                         | ۱۸۶           | ۱۳۲۷٫۰۵٫۰۹ (الحاق مهربان: ۱۳۶۸٫۰۴٫۲۱)   | تبریز                      | ۱۲۲٬۸۰۰      | ۳٬۴۵۲٫۱۸    | موقعیت شهرستان سراب در نقشهٔ استان آذربایجان شرقی.      |
| سراب                 | مهربان    | اردلان              | دوزدوزان شربیان مهربان                                         | ۱۸۶           | ۱۳۲۷٫۰۵٫۰۹ (الحاق مهربان: ۱۳۶۸٫۰۴٫۲۱)   | تبریز                      | ۱۲۲٬۸۰۰      | ۳٬۴۵۲٫۱۸    | موقعیت شهرستان سراب در نقشهٔ استان آذربایجان شرقی.      |
| سراب                 | مهربان    | شربیان              | دوزدوزان شربیان مهربان                                         | ۱۸۶           | ۱۳۲۷٫۰۵٫۰۹ (الحاق مهربان: ۱۳۶۸٫۰۴٫۲۱)   | تبریز                      | ۱۲۲٬۸۰۰      | ۳٬۴۵۲٫۱۸    | موقعیت شهرستان سراب در نقشهٔ استان آذربایجان شرقی.      |
| شبستر                | مرکزی     | سیس                 | خامنه داریان سیس شبستر* شرفخانه شندآباد علیشاه کوزه‌کنان وایقان | ۷۹            | ۱۳۶۸٫۱۲٫۰۹                              | تبریز                      | ۱۴۴٬۲۰۰      | ۲٬۶۲۹٫۶۹    | موقعیت شهرستان شبستر در نقشهٔ استان آذربایجان شرقی.     |
| شبستر                | مرکزی     | گونی شرقی           | خامنه داریان سیس شبستر* شرفخانه شندآباد علیشاه کوزه‌کنان وایقان | ۷۹            | ۱۳۶۸٫۱۲٫۰۹                              | تبریز                      | ۱۴۴٬۲۰۰      | ۲٬۶۲۹٫۶۹    | موقعیت شهرستان شبستر در نقشهٔ استان آذربایجان شرقی.     |
| شبستر                | مرکزی     | گونی مرکزی          | خامنه داریان سیس شبستر* شرفخانه شندآباد علیشاه کوزه‌کنان وایقان | ۷۹            | ۱۳۶۸٫۱۲٫۰۹                              | تبریز                      | ۱۴۴٬۲۰۰      | ۲٬۶۲۹٫۶۹    | موقعیت شهرستان شبستر در نقشهٔ استان آذربایجان شرقی.     |
| شبستر                | تسوج      | چهرگان              | تسوج                                                           | ۷۹            | ۱۳۶۸٫۱۲٫۰۹                              | تبریز                      | ۱۴۴٬۲۰۰      | ۲٬۶۲۹٫۶۹    | موقعیت شهرستان شبستر در نقشهٔ استان آذربایجان شرقی.     |
| شبستر                | تسوج      | گونی غربی           | تسوج                                                           | ۷۹            | ۱۳۶۸٫۱۲٫۰۹                              | تبریز                      | ۱۴۴٬۲۰۰      | ۲٬۶۲۹٫۶۹    | موقعیت شهرستان شبستر در نقشهٔ استان آذربایجان شرقی.     |
| شبستر                | صوفیان    | چله‌خانه             | صوفیان                                                         | ۷۹            | ۱۳۶۸٫۱۲٫۰۹                              | تبریز                      | ۱۴۴٬۲۰۰      | ۲٬۶۲۹٫۶۹    | موقعیت شهرستان شبستر در نقشهٔ استان آذربایجان شرقی.     |
| شبستر                | صوفیان    | رودقات              | صوفیان                                                         | ۷۹            | ۱۳۶۸٫۱۲٫۰۹                              | تبریز                      | ۱۴۴٬۲۰۰      | ۲٬۶۲۹٫۶۹    | موقعیت شهرستان شبستر در نقشهٔ استان آذربایجان شرقی.     |
| شبستر                | صوفیان    | میشو جنوبی          | صوفیان                                                         | ۷۹            | ۱۳۶۸٫۱۲٫۰۹                              | تبریز                      | ۱۴۴٬۲۰۰      | ۲٬۶۲۹٫۶۹    | موقعیت شهرستان شبستر در نقشهٔ استان آذربایجان شرقی.     |
| عجب‌شیر               | مرکزی     | دیزجرود غربی        | عجب‌شیر*                                                        | ۴۷            | ۱۳۸۰٫۰۴٫۲۷                              | مراغه                      | ۷۳٬۴۰۰       | ۷۳۸٫۴۴      | موقعیت شهرستان عجب‌شیر در نقشهٔ استان آذربایجان شرقی.    |
| عجب‌شیر               | مرکزی     | خضرلو               | عجب‌شیر*                                                        | ۴۷            | ۱۳۸۰٫۰۴٫۲۷                              | مراغه                      | ۷۳٬۴۰۰       | ۷۳۸٫۴۴      | موقعیت شهرستان عجب‌شیر در نقشهٔ استان آذربایجان شرقی.    |
| عجب‌شیر               | قلعه‌چای   | دیزجرود شرقی        | جوان‌قلعه                                                       | ۴۷            | ۱۳۸۰٫۰۴٫۲۷                              | مراغه                      | ۷۳٬۴۰۰       | ۷۳۸٫۴۴      | موقعیت شهرستان عجب‌شیر در نقشهٔ استان آذربایجان شرقی.    |
| عجب‌شیر               | قلعه‌چای   | کوهستان             | جوان‌قلعه                                                       | ۴۷            | ۱۳۸۰٫۰۴٫۲۷                              | مراغه                      | ۷۳٬۴۰۰       | ۷۳۸٫۴۴      | موقعیت شهرستان عجب‌شیر در نقشهٔ استان آذربایجان شرقی.    |
| کلیبر                | مرکزی     | پیغان‌چایی           | کلیبر*                                                         | ۲۴۳           | ۱۳۶۸٫۰۴٫۲۱                              | اهر                        | ۴۴٬۱۰۰       | ۲٬۰۷۱٫۹۷    | موقعیت شهرستان کلیبر در نقشهٔ استان آذربایجان شرقی.     |
| کلیبر                | مرکزی     | مولان               | کلیبر*                                                         | ۲۴۳           | ۱۳۶۸٫۰۴٫۲۱                              | اهر                        | ۴۴٬۱۰۰       | ۲٬۰۷۱٫۹۷    | موقعیت شهرستان کلیبر در نقشهٔ استان آذربایجان شرقی.     |
| کلیبر                | مرکزی     | میشه‌پاره            | کلیبر*                                                         | ۲۴۳           | ۱۳۶۸٫۰۴٫۲۱                              | اهر                        | ۴۴٬۱۰۰       | ۲٬۰۷۱٫۹۷    | موقعیت شهرستان کلیبر در نقشهٔ استان آذربایجان شرقی.     |
| کلیبر                | مرکزی     | ییلاق               | کلیبر*                                                         | ۲۴۳           | ۱۳۶۸٫۰۴٫۲۱                              | اهر                        | ۴۴٬۱۰۰       | ۲٬۰۷۱٫۹۷    | موقعیت شهرستان کلیبر در نقشهٔ استان آذربایجان شرقی.     |
| کلیبر                | آبش‌احمد   | آبش‌احمد             | آبش‌احمد                                                        | ۲۴۳           | ۱۳۶۸٫۰۴٫۲۱                              | اهر                        | ۴۴٬۱۰۰       | ۲٬۰۷۱٫۹۷    | موقعیت شهرستان کلیبر در نقشهٔ استان آذربایجان شرقی.     |
| کلیبر                | آبش‌احمد   | سیدان               | آبش‌احمد                                                        | ۲۴۳           | ۱۳۶۸٫۰۴٫۲۱                              | اهر                        | ۴۴٬۱۰۰       | ۲٬۰۷۱٫۹۷    | موقعیت شهرستان کلیبر در نقشهٔ استان آذربایجان شرقی.     |
| کلیبر                | آبش‌احمد   | قشلاق               | آبش‌احمد                                                        | ۲۴۳           | ۱۳۶۸٫۰۴٫۲۱                              | اهر                        | ۴۴٬۱۰۰       | ۲٬۰۷۱٫۹۷    | موقعیت شهرستان کلیبر در نقشهٔ استان آذربایجان شرقی.     |
| مراغه                | مرکزی     | سراجوی شمالی        | مراغه*                                                         | ۱۷۷           | ۱۳۱۶٫۰۸٫۱۶                              | –                          | ۲۷۲٬۴۰۰      | ۲٬۱۸۵٫۶۵    | موقعیت شهرستان مراغه در نقشهٔ استان آذربایجان شرقی.     |
| مراغه                | مرکزی     | سراجوی غربی         | مراغه*                                                         | ۱۷۷           | ۱۳۱۶٫۰۸٫۱۶                              | –                          | ۲۷۲٬۴۰۰      | ۲٬۱۸۵٫۶۵    | موقعیت شهرستان مراغه در نقشهٔ استان آذربایجان شرقی.     |
| مراغه                | مرکزی     | قره‌ناز              | مراغه*                                                         | ۱۷۷           | ۱۳۱۶٫۰۸٫۱۶                              | –                          | ۲۷۲٬۴۰۰      | ۲٬۱۸۵٫۶۵    | موقعیت شهرستان مراغه در نقشهٔ استان آذربایجان شرقی.     |
| مراغه                | سراجو     | سراجوی جنوبی        | خداجو                                                          | ۱۷۷           | ۱۳۱۶٫۰۸٫۱۶                              | –                          | ۲۷۲٬۴۰۰      | ۲٬۱۸۵٫۶۵    | موقعیت شهرستان مراغه در نقشهٔ استان آذربایجان شرقی.     |
| مراغه                | سراجو     | سراجوی شرقی         | خداجو                                                          | ۱۷۷           | ۱۳۱۶٫۰۸٫۱۶                              | –                          | ۲۷۲٬۴۰۰      | ۲٬۱۸۵٫۶۵    | موقعیت شهرستان مراغه در نقشهٔ استان آذربایجان شرقی.     |
| مراغه                | سراجو     | قوری‌چای غربی        | خداجو                                                          | ۱۷۷           | ۱۳۱۶٫۰۸٫۱۶                              | –                          | ۲۷۲٬۴۰۰      | ۲٬۱۸۵٫۶۵    | موقعیت شهرستان مراغه در نقشهٔ استان آذربایجان شرقی.     |
| مرند                 | مرکزی     | بناب                | بناب مرند زنوز مرند*                                           | ۱۲۲           | ۱۳۲۷٫۰۰٫۰۰                              | تبریز                      | ۲۴۹٬۰۰۰      | ۳٬۲۸۵٫۶۲    | موقعیت شهرستان مرند در نقشهٔ استان آذربایجان شرقی.      |
| مرند                 | مرکزی     | دولت‌آباد            | بناب مرند زنوز مرند*                                           | ۱۲۲           | ۱۳۲۷٫۰۰٫۰۰                              | تبریز                      | ۲۴۹٬۰۰۰      | ۳٬۲۸۵٫۶۲    | موقعیت شهرستان مرند در نقشهٔ استان آذربایجان شرقی.      |
| مرند                 | مرکزی     | زنوزق               | بناب مرند زنوز مرند*                                           | ۱۲۲           | ۱۳۲۷٫۰۰٫۰۰                              | تبریز                      | ۲۴۹٬۰۰۰      | ۳٬۲۸۵٫۶۲    | موقعیت شهرستان مرند در نقشهٔ استان آذربایجان شرقی.      |
| مرند                 | مرکزی     | میشاب شمالی         | بناب مرند زنوز مرند*                                           | ۱۲۲           | ۱۳۲۷٫۰۰٫۰۰                              | تبریز                      | ۲۴۹٬۰۰۰      | ۳٬۲۸۵٫۶۲    | موقعیت شهرستان مرند در نقشهٔ استان آذربایجان شرقی.      |
| مرند                 | مرکزی     | هرزندات شرقی        | بناب مرند زنوز مرند*                                           | ۱۲۲           | ۱۳۲۷٫۰۰٫۰۰                              | تبریز                      | ۲۴۹٬۰۰۰      | ۳٬۲۸۵٫۶۲    | موقعیت شهرستان مرند در نقشهٔ استان آذربایجان شرقی.      |
| مرند                 | مرکزی     | هرزندات غربی        | بناب مرند زنوز مرند*                                           | ۱۲۲           | ۱۳۲۷٫۰۰٫۰۰                              | تبریز                      | ۲۴۹٬۰۰۰      | ۳٬۲۸۵٫۶۲    | موقعیت شهرستان مرند در نقشهٔ استان آذربایجان شرقی.      |
| مرند                 | کشکسرای   | کشکسرای             | دیزج حسین‌بیگ کشکسرای                                           | ۱۲۲           | ۱۳۲۷٫۰۰٫۰۰                              | تبریز                      | ۲۴۹٬۰۰۰      | ۳٬۲۸۵٫۶۲    | موقعیت شهرستان مرند در نقشهٔ استان آذربایجان شرقی.      |
| مرند                 | کشکسرای   | یالقوزآغاج          | دیزج حسین‌بیگ کشکسرای                                           | ۱۲۲           | ۱۳۲۷٫۰۰٫۰۰                              | تبریز                      | ۲۴۹٬۰۰۰      | ۳٬۲۸۵٫۶۲    | موقعیت شهرستان مرند در نقشهٔ استان آذربایجان شرقی.      |
| مرند                 | یامچی     | ذوالبین             | یامچی                                                          | ۱۲۲           | ۱۳۲۷٫۰۰٫۰۰                              | تبریز                      | ۲۴۹٬۰۰۰      | ۳٬۲۸۵٫۶۲    | موقعیت شهرستان مرند در نقشهٔ استان آذربایجان شرقی.      |
| مرند                 | یامچی     | یکانات              | یامچی                                                          | ۱۲۲           | ۱۳۲۷٫۰۰٫۰۰                              | تبریز                      | ۲۴۹٬۰۰۰      | ۳٬۲۸۵٫۶۲    | موقعیت شهرستان مرند در نقشهٔ استان آذربایجان شرقی.      |
| ملکان                | مرکزی     | گاودول شرقی         | مبارک‌شهر ملکان*                                                | ۸۲            | ۱۳۷۴٫۰۸٫۰۹                              | بناب                       | ۱۱۷٬۴۰۰      | ۱٬۰۰۶٫۸۷    | موقعیت شهرستان ملکان در نقشهٔ استان آذربایجان شرقی.     |
| ملکان                | مرکزی     | گاودول غربی         | مبارک‌شهر ملکان*                                                | ۸۲            | ۱۳۷۴٫۰۸٫۰۹                              | بناب                       | ۱۱۷٬۴۰۰      | ۱٬۰۰۶٫۸۷    | موقعیت شهرستان ملکان در نقشهٔ استان آذربایجان شرقی.     |
| ملکان                | مرکزی     | گاودول مرکزی        | مبارک‌شهر ملکان*                                                | ۸۲            | ۱۳۷۴٫۰۸٫۰۹                              | بناب                       | ۱۱۷٬۴۰۰      | ۱٬۰۰۶٫۸۷    | موقعیت شهرستان ملکان در نقشهٔ استان آذربایجان شرقی.     |
| ملکان                | لیلان     | لیلان جنوبی         | لیلان                                                          | ۸۲            | ۱۳۷۴٫۰۸٫۰۹                              | بناب                       | ۱۱۷٬۴۰۰      | ۱٬۰۰۶٫۸۷    | موقعیت شهرستان ملکان در نقشهٔ استان آذربایجان شرقی.     |
| ملکان                | لیلان     | لیلان شمالی         | لیلان                                                          | ۸۲            | ۱۳۷۴٫۰۸٫۰۹                              | بناب                       | ۱۱۷٬۴۰۰      | ۱٬۰۰۶٫۸۷    | موقعیت شهرستان ملکان در نقشهٔ استان آذربایجان شرقی.     |
| میانه                | مرکزی     | اوچ‌تپه شرقی         | آچاچی میانه*                                                   | ۳۹۷           | ۱۳۲۷٫۰۰٫۰۰ (الحاق کاغذکنان: ۱۳۵۸٫۱۰٫۱۵) | تبریز (کاغذکنان: خلخال)    | ۱۸۳٬۶۰۰      | ۵٬۵۹۵٫۳۰    | موقعیت شهرستان میانه در نقشهٔ استان آذربایجان شرقی.     |
| میانه                | مرکزی     | شیخ‌درآباد           | آچاچی میانه*                                                   | ۳۹۷           | ۱۳۲۷٫۰۰٫۰۰ (الحاق کاغذکنان: ۱۳۵۸٫۱۰٫۱۵) | تبریز (کاغذکنان: خلخال)    | ۱۸۳٬۶۰۰      | ۵٬۵۹۵٫۳۰    | موقعیت شهرستان میانه در نقشهٔ استان آذربایجان شرقی.     |
| میانه                | مرکزی     | قافلانکوه غربی      | آچاچی میانه*                                                   | ۳۹۷           | ۱۳۲۷٫۰۰٫۰۰ (الحاق کاغذکنان: ۱۳۵۸٫۱۰٫۱۵) | تبریز (کاغذکنان: خلخال)    | ۱۸۳٬۶۰۰      | ۵٬۵۹۵٫۳۰    | موقعیت شهرستان میانه در نقشهٔ استان آذربایجان شرقی.     |
| میانه                | مرکزی     | قزل‌اوزن             | آچاچی میانه*                                                   | ۳۹۷           | ۱۳۲۷٫۰۰٫۰۰ (الحاق کاغذکنان: ۱۳۵۸٫۱۰٫۱۵) | تبریز (کاغذکنان: خلخال)    | ۱۸۳٬۶۰۰      | ۵٬۵۹۵٫۳۰    | موقعیت شهرستان میانه در نقشهٔ استان آذربایجان شرقی.     |
| میانه                | مرکزی     | کله‌بوز شرقی         | آچاچی میانه*                                                   | ۳۹۷           | ۱۳۲۷٫۰۰٫۰۰ (الحاق کاغذکنان: ۱۳۵۸٫۱۰٫۱۵) | تبریز (کاغذکنان: خلخال)    | ۱۸۳٬۶۰۰      | ۵٬۵۹۵٫۳۰    | موقعیت شهرستان میانه در نقشهٔ استان آذربایجان شرقی.     |
| میانه                | مرکزی     | کله‌بوز غربی         | آچاچی میانه*                                                   | ۳۹۷           | ۱۳۲۷٫۰۰٫۰۰ (الحاق کاغذکنان: ۱۳۵۸٫۱۰٫۱۵) | تبریز (کاغذکنان: خلخال)    | ۱۸۳٬۶۰۰      | ۵٬۵۹۵٫۳۰    | موقعیت شهرستان میانه در نقشهٔ استان آذربایجان شرقی.     |
| میانه                | مرکزی     | گرمه جنوبی          | آچاچی میانه*                                                   | ۳۹۷           | ۱۳۲۷٫۰۰٫۰۰ (الحاق کاغذکنان: ۱۳۵۸٫۱۰٫۱۵) | تبریز (کاغذکنان: خلخال)    | ۱۸۳٬۶۰۰      | ۵٬۵۹۵٫۳۰    | موقعیت شهرستان میانه در نقشهٔ استان آذربایجان شرقی.     |
| میانه                | ترکمانچای | اوچ‌تپه غربی         | ترکمانچای                                                      | ۳۹۷           | ۱۳۲۷٫۰۰٫۰۰ (الحاق کاغذکنان: ۱۳۵۸٫۱۰٫۱۵) | تبریز (کاغذکنان: خلخال)    | ۱۸۳٬۶۰۰      | ۵٬۵۹۵٫۳۰    | موقعیت شهرستان میانه در نقشهٔ استان آذربایجان شرقی.     |
| میانه                | ترکمانچای | بروانان شرقی        | ترکمانچای                                                      | ۳۹۷           | ۱۳۲۷٫۰۰٫۰۰ (الحاق کاغذکنان: ۱۳۵۸٫۱۰٫۱۵) | تبریز (کاغذکنان: خلخال)    | ۱۸۳٬۶۰۰      | ۵٬۵۹۵٫۳۰    | موقعیت شهرستان میانه در نقشهٔ استان آذربایجان شرقی.     |
| میانه                | ترکمانچای | بروانان غربی        | ترکمانچای                                                      | ۳۹۷           | ۱۳۲۷٫۰۰٫۰۰ (الحاق کاغذکنان: ۱۳۵۸٫۱۰٫۱۵) | تبریز (کاغذکنان: خلخال)    | ۱۸۳٬۶۰۰      | ۵٬۵۹۵٫۳۰    | موقعیت شهرستان میانه در نقشهٔ استان آذربایجان شرقی.     |
| میانه                | ترکمانچای | بروانان مرکزی       | ترکمانچای                                                      | ۳۹۷           | ۱۳۲۷٫۰۰٫۰۰ (الحاق کاغذکنان: ۱۳۵۸٫۱۰٫۱۵) | تبریز (کاغذکنان: خلخال)    | ۱۸۳٬۶۰۰      | ۵٬۵۹۵٫۳۰    | موقعیت شهرستان میانه در نقشهٔ استان آذربایجان شرقی.     |
| میانه                | کاغذکنان  | قافلانکوه شرقی      | آقکند                                                          | ۳۹۷           | ۱۳۲۷٫۰۰٫۰۰ (الحاق کاغذکنان: ۱۳۵۸٫۱۰٫۱۵) | تبریز (کاغذکنان: خلخال)    | ۱۸۳٬۶۰۰      | ۵٬۵۹۵٫۳۰    | موقعیت شهرستان میانه در نقشهٔ استان آذربایجان شرقی.     |
| میانه                | کاغذکنان  | کاغذکنان شمالی      | آقکند                                                          | ۳۹۷           | ۱۳۲۷٫۰۰٫۰۰ (الحاق کاغذکنان: ۱۳۵۸٫۱۰٫۱۵) | تبریز (کاغذکنان: خلخال)    | ۱۸۳٬۶۰۰      | ۵٬۵۹۵٫۳۰    | موقعیت شهرستان میانه در نقشهٔ استان آذربایجان شرقی.     |
| میانه                | کاغذکنان  | کاغذکنان مرکزی      | آقکند                                                          | ۳۹۷           | ۱۳۲۷٫۰۰٫۰۰ (الحاق کاغذکنان: ۱۳۵۸٫۱۰٫۱۵) | تبریز (کاغذکنان: خلخال)    | ۱۸۳٬۶۰۰      | ۵٬۵۹۵٫۳۰    | موقعیت شهرستان میانه در نقشهٔ استان آذربایجان شرقی.     |
| میانه                | کندوان    | تیرچایی             | ترک                                                            | ۳۹۷           | ۱۳۲۷٫۰۰٫۰۰ (الحاق کاغذکنان: ۱۳۵۸٫۱۰٫۱۵) | تبریز (کاغذکنان: خلخال)    | ۱۸۳٬۶۰۰      | ۵٬۵۹۵٫۳۰    | موقعیت شهرستان میانه در نقشهٔ استان آذربایجان شرقی.     |
| میانه                | کندوان    | کندوان              | ترک                                                            | ۳۹۷           | ۱۳۲۷٫۰۰٫۰۰ (الحاق کاغذکنان: ۱۳۵۸٫۱۰٫۱۵) | تبریز (کاغذکنان: خلخال)    | ۱۸۳٬۶۰۰      | ۵٬۵۹۵٫۳۰    | موقعیت شهرستان میانه در نقشهٔ استان آذربایجان شرقی.     |
| میانه                | کندوان    | گرمه شمالی          | ترک                                                            | ۳۹۷           | ۱۳۲۷٫۰۰٫۰۰ (الحاق کاغذکنان: ۱۳۵۸٫۱۰٫۱۵) | تبریز (کاغذکنان: خلخال)    | ۱۸۳٬۶۰۰      | ۵٬۵۹۵٫۳۰    | موقعیت شهرستان میانه در نقشهٔ استان آذربایجان شرقی.     |
| ورزقان               | مرکزی     | ازومدل جنوبی        | ورزقان*                                                        | ۱۶۳           | ۱۳۸۰٫۰۷٫۰۱                              | اهر                        | ۵۴٬۵۰۰       | ۲٬۳۶۸٫۱۳    | موقعیت شهرستان ورزقان در نقشهٔ استان آذربایجان شرقی.    |
| ورزقان               | مرکزی     | ازومدل شمالی        | ورزقان*                                                        | ۱۶۳           | ۱۳۸۰٫۰۷٫۰۱                              | اهر                        | ۵۴٬۵۰۰       | ۲٬۳۶۸٫۱۳    | موقعیت شهرستان ورزقان در نقشهٔ استان آذربایجان شرقی.    |
| ورزقان               | مرکزی     | بکرآباد             | ورزقان*                                                        | ۱۶۳           | ۱۳۸۰٫۰۷٫۰۱                              | اهر                        | ۵۴٬۵۰۰       | ۲٬۳۶۸٫۱۳    | موقعیت شهرستان ورزقان در نقشهٔ استان آذربایجان شرقی.    |
| ورزقان               | مرکزی     | سینا                | ورزقان*                                                        | ۱۶۳           | ۱۳۸۰٫۰۷٫۰۱                              | اهر                        | ۵۴٬۵۰۰       | ۲٬۳۶۸٫۱۳    | موقعیت شهرستان ورزقان در نقشهٔ استان آذربایجان شرقی.    |
| ورزقان               | خاروانا   | ارزیل               | خاروانا                                                        | ۱۶۳           | ۱۳۸۰٫۰۷٫۰۱                              | اهر                        | ۵۴٬۵۰۰       | ۲٬۳۶۸٫۱۳    | موقعیت شهرستان ورزقان در نقشهٔ استان آذربایجان شرقی.    |
| ورزقان               | خاروانا   | جوشین               | خاروانا                                                        | ۱۶۳           | ۱۳۸۰٫۰۷٫۰۱                              | اهر                        | ۵۴٬۵۰۰       | ۲٬۳۶۸٫۱۳    | موقعیت شهرستان ورزقان در نقشهٔ استان آذربایجان شرقی.    |
| ورزقان               | خاروانا   | دیزمار مرکزی        | خاروانا                                                        | ۱۶۳           | ۱۳۸۰٫۰۷٫۰۱                              | اهر                        | ۵۴٬۵۰۰       | ۲٬۳۶۸٫۱۳    | موقعیت شهرستان ورزقان در نقشهٔ استان آذربایجان شرقی.    |
| هریس                 | مرکزی     | باروق               | بخشایش زرنق کلوانق هریس*                                       | ۱۰۳           | ۱۳۶۸٫۰۴٫۲۱                              | تبریز (خواجه: اهر)         | ۷۰٬۶۰۰       | ۲٬۳۴۵٫۴۳    | موقعیت شهرستان هریس در نقشهٔ استان آذربایجان شرقی.      |
| هریس                 | مرکزی     | بدوستان شرقی        | بخشایش زرنق کلوانق هریس*                                       | ۱۰۳           | ۱۳۶۸٫۰۴٫۲۱                              | تبریز (خواجه: اهر)         | ۷۰٬۶۰۰       | ۲٬۳۴۵٫۴۳    | موقعیت شهرستان هریس در نقشهٔ استان آذربایجان شرقی.      |
| هریس                 | مرکزی     | خانمرود             | بخشایش زرنق کلوانق هریس*                                       | ۱۰۳           | ۱۳۶۸٫۰۴٫۲۱                              | تبریز (خواجه: اهر)         | ۷۰٬۶۰۰       | ۲٬۳۴۵٫۴۳    | موقعیت شهرستان هریس در نقشهٔ استان آذربایجان شرقی.      |
| هریس                 | خواجه     | بدوستان غربی        | اربطان خواجه                                                   | ۱۰۳           | ۱۳۶۸٫۰۴٫۲۱                              | تبریز (خواجه: اهر)         | ۷۰٬۶۰۰       | ۲٬۳۴۵٫۴۳    | موقعیت شهرستان هریس در نقشهٔ استان آذربایجان شرقی.      |
| هریس                 | خواجه     | مواضع‌خان شرقی       | اربطان خواجه                                                   | ۱۰۳           | ۱۳۶۸٫۰۴٫۲۱                              | تبریز (خواجه: اهر)         | ۷۰٬۶۰۰       | ۲٬۳۴۵٫۴۳    | موقعیت شهرستان هریس در نقشهٔ استان آذربایجان شرقی.      |
| هریس                 | خواجه     | مواضع‌خان شمالی      | اربطان خواجه                                                   | ۱۰۳           | ۱۳۶۸٫۰۴٫۲۱                              | تبریز (خواجه: اهر)         | ۷۰٬۶۰۰       | ۲٬۳۴۵٫۴۳    | موقعیت شهرستان هریس در نقشهٔ استان آذربایجان شرقی.      |
| هشترود               | مرکزی     | چاراویماق شمال شرقی | هشترود*                                                        | ۲۳۳           | ۱۳۳۷٫۰۸٫۰۳                              | تبریز                      | ۵۷٬۱۰۰       | ۱٬۹۹۰٫۰۱    | موقعیت شهرستان هشترود در نقشهٔ استان آذربایجان شرقی.    |
| هشترود               | مرکزی     | سلوک                | هشترود*                                                        | ۲۳۳           | ۱۳۳۷٫۰۸٫۰۳                              | تبریز                      | ۵۷٬۱۰۰       | ۱٬۹۹۰٫۰۱    | موقعیت شهرستان هشترود در نقشهٔ استان آذربایجان شرقی.    |
| هشترود               | مرکزی     | علی‌آباد             | هشترود*                                                        | ۲۳۳           | ۱۳۳۷٫۰۸٫۰۳                              | تبریز                      | ۵۷٬۱۰۰       | ۱٬۹۹۰٫۰۱    | موقعیت شهرستان هشترود در نقشهٔ استان آذربایجان شرقی.    |
| هشترود               | مرکزی     | قرانقو              | هشترود*                                                        | ۲۳۳           | ۱۳۳۷٫۰۸٫۰۳                              | تبریز                      | ۵۷٬۱۰۰       | ۱٬۹۹۰٫۰۱    | موقعیت شهرستان هشترود در نقشهٔ استان آذربایجان شرقی.    |
| هشترود               | مرکزی     | کوهسار              | هشترود*                                                        | ۲۳۳           | ۱۳۳۷٫۰۸٫۰۳                              | تبریز                      | ۵۷٬۱۰۰       | ۱٬۹۹۰٫۰۱    | موقعیت شهرستان هشترود در نقشهٔ استان آذربایجان شرقی.    |
| هشترود               | نظرکهریزی | آلمالو              | نظرکهریزی                                                      | ۲۳۳           | ۱۳۳۷٫۰۸٫۰۳                              | تبریز                      | ۵۷٬۱۰۰       | ۱٬۹۹۰٫۰۱    | موقعیت شهرستان هشترود در نقشهٔ استان آذربایجان شرقی.    |
| هشترود               | نظرکهریزی | نظرکهریزی           | نظرکهریزی                                                      | ۲۳۳           | ۱۳۳۷٫۰۸٫۰۳                              | تبریز                      | ۵۷٬۱۰۰       | ۱٬۹۹۰٫۰۱    | موقعیت شهرستان هشترود در نقشهٔ استان آذربایجان شرقی.    |
| هوراند               | مرکزی     | دودانگه             | هوراند*                                                        | ۱۱۱           | ۱۳۹۷٫۰۸٫۱۳                              | اهر                        | ۲۱٬۱۰۰       | ۱٬۰۱۲٫۴۹    | موقعیت شهرستان هوراند در نقشهٔ استان آذربایجان شرقی.    |
| هوراند               | مرکزی     | دیکله               | هوراند*                                                        | ۱۱۱           | ۱۳۹۷٫۰۸٫۱۳                              | اهر                        | ۲۱٬۱۰۰       | ۱٬۰۱۲٫۴۹    | موقعیت شهرستان هوراند در نقشهٔ استان آذربایجان شرقی.    |
| هوراند               | چهاردانگه | چهاردانگه جنوبی     | –                                                              | ۱۱۱           | ۱۳۹۷٫۰۸٫۱۳                              | اهر                        | ۲۱٬۱۰۰       | ۱٬۰۱۲٫۴۹    | موقعیت شهرستان هوراند در نقشهٔ استان آذربایجان شرقی.    |
| هوراند               | چهاردانگه | چهاردانگه شمالی     | –                                                              | ۱۱۱           | ۱۳۹۷٫۰۸٫۱۳                              | اهر                        | ۲۱٬۱۰۰       | ۱٬۰۱۲٫۴۹    | موقعیت شهرستان هوراند در نقشهٔ استان آذربایجان شرقی.    |
| استان آذربایجان شرقی | ۴۸        | ۱۴۶                 | تبریز* و ۶۹ شهر دیگر                                           | ۳٬۰۶۴         | ۱۳۱۶٫۱۰٫۱۹                              | استان آذربایجان (شمال غرب) | ۴٬۰۴۰٬۴۰۰    | ۴۵٬۴۹۰٫۸۹   | موقعیت استان آذربایجان شرقی در نقشهٔ ایران.             |

## نقشه‌ها

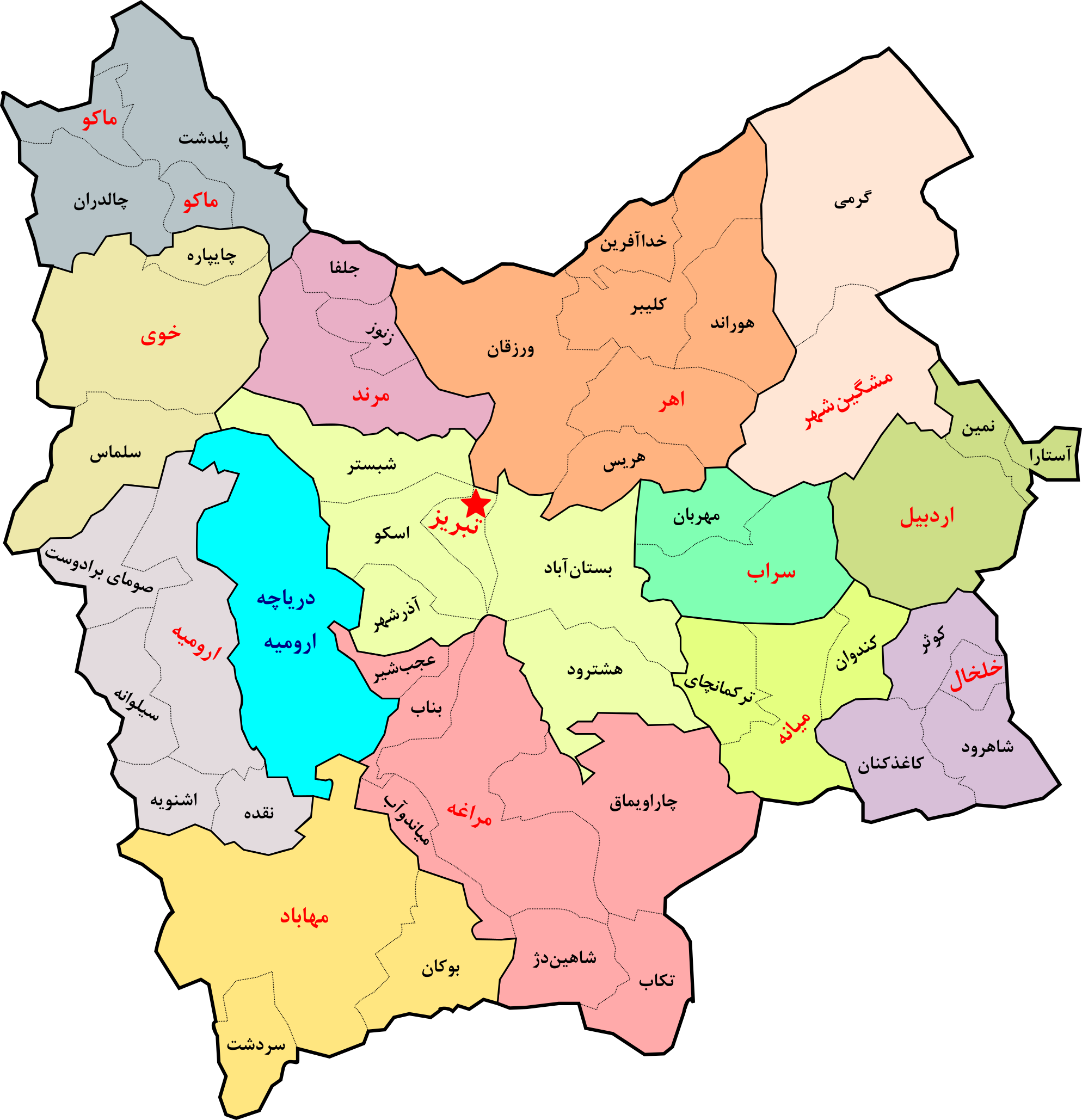
شهرستان‌ها و بخش‌های استان آذربایجان در سال ۱۳۳۷ خورشیدی
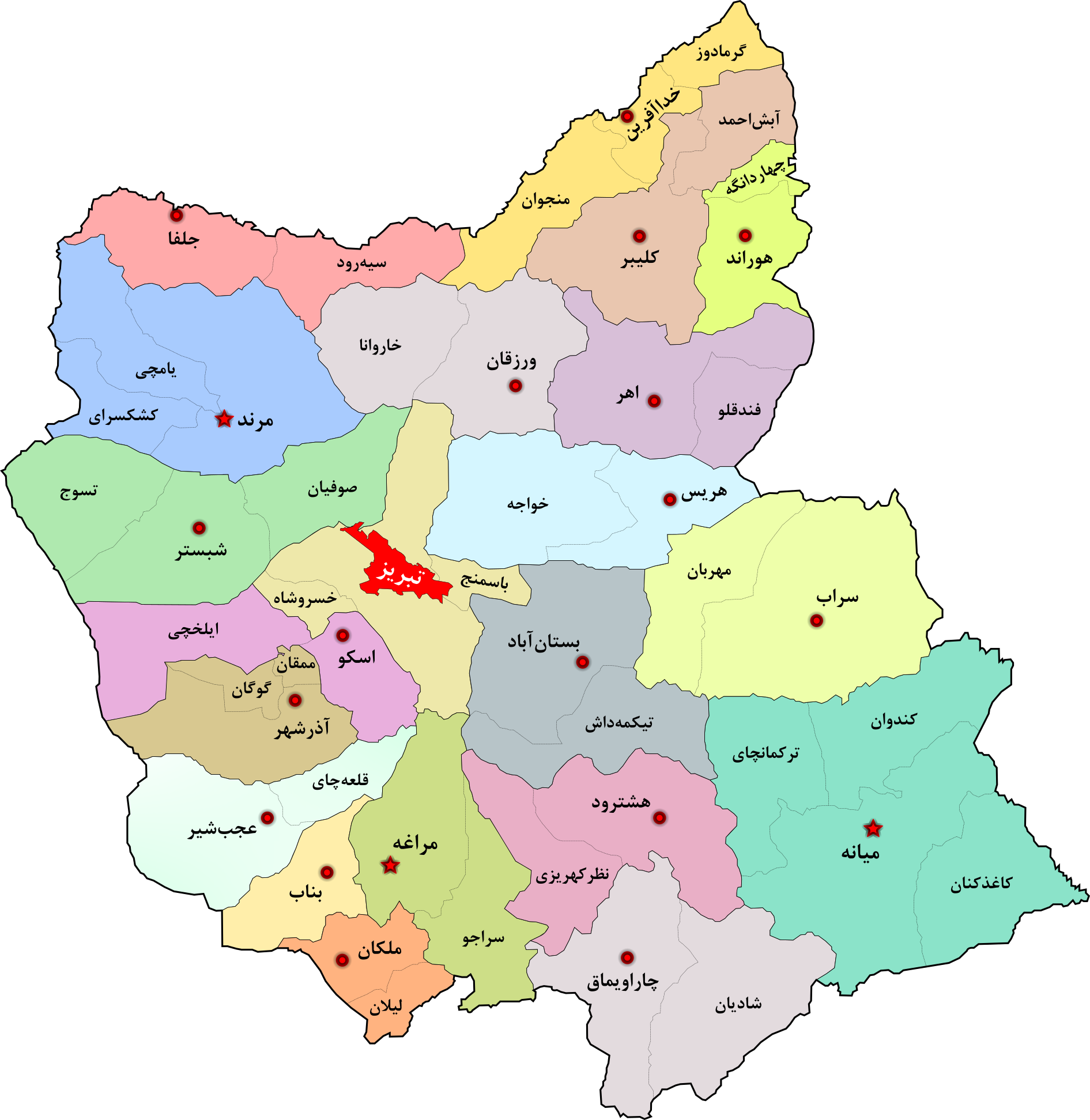
شهرستان‌ها و بخش‌های استان آذربایجان شرقی در سال ۱۴۰۰ خورشیدی